# Jan de Baen
Jan de Baen (* 20. Februar 1633 in Haarlem; † vor 8. März 1702, vermutlich in Den Haag) war ein niederländischer Porträtmaler.

## Leben
De Baen war der Sohn eines Kaufmannes (Leinen- und Flachshändler) und dessen Frau, einer Schwester des Kaufmanns und Landschaftsmalers Heinrich Pieman (oder Hinderk Pyman, geboren um 1580 in Emden; † 1645), der in Leiden wohnte. Da er bereits im Alter von drei Jahren beide Eltern verloren hatte, kam er zu seinem Onkel Pieman, der ihm die ersten Grundlagen der Malerei beibrachte. Als auch dieser starb, wurde er zur weiteren Ausbildung zu Jacob Backer nach Amsterdam geschickt, bei dem er rund drei Jahre blieb und teilweise zu Studienzwecken Werke von Anthonis van Dyck kopierte. Aus dieser Zeit ist lediglich eine Radierung erhalten geblieben, die den Brand des Rathauses im Jahr 1652 zeigt.

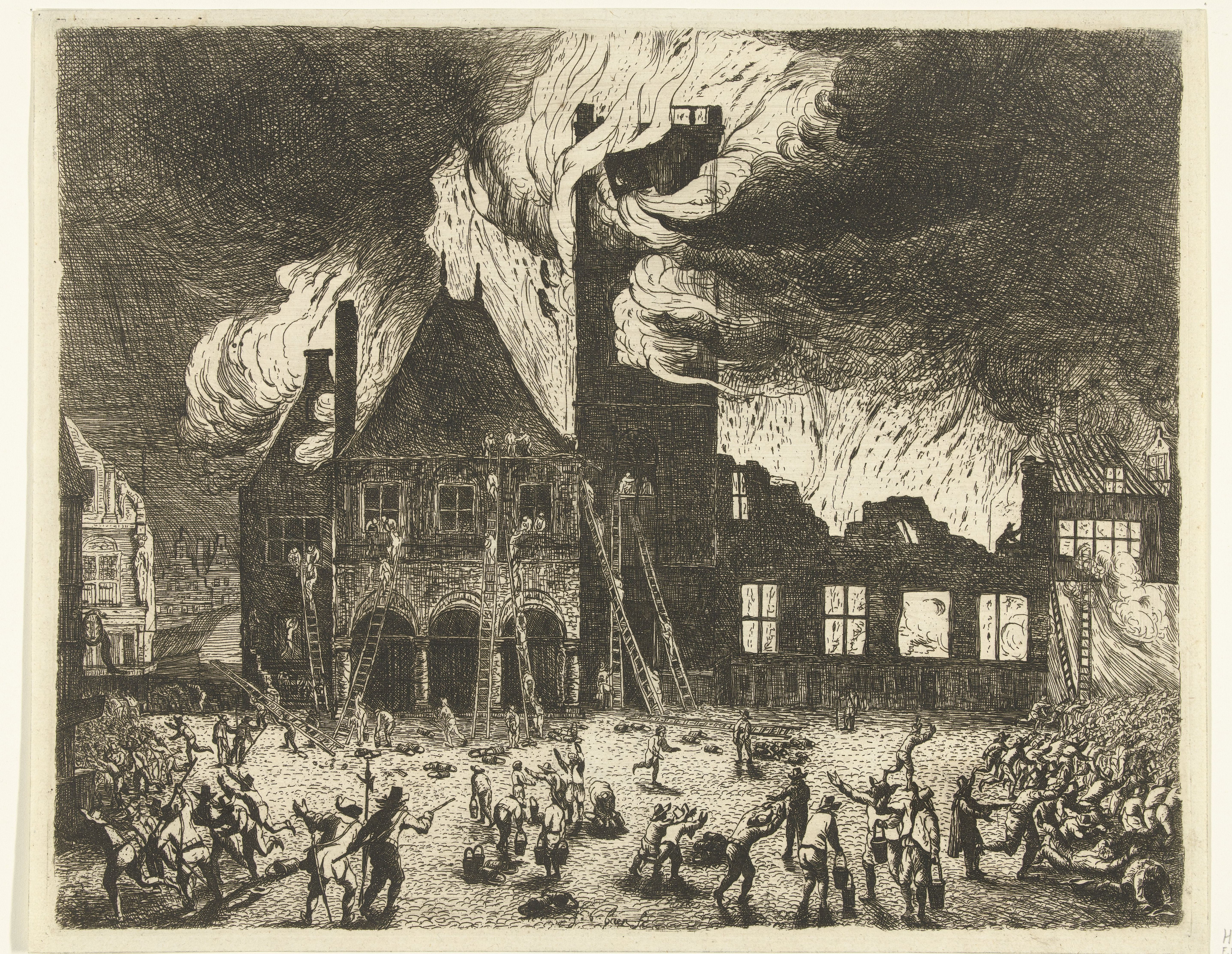
Brand des Amsterdamer Rathauses

1660 zod er nach Den Haag und arbeitete als Porträtmaler für die fürstlichen Kreise. Er wurde von König Karl II. an den englischen Hof nach London eingeladen, wo er Porträts der königlichen Familie und von Persönlichkeiten des Hofstaates anfertigte, so beispielsweise Bildnisse des Großherzogs der Toskana, des Prinzen von Oranien aber auch die Gebrüder Johan und Cornelis de Witt, die sich gegen das Haus von Oranien stellten. Als diese 1672 ermordet wurden, beschloss de Baen sich zu verstecken.
Durch seine Porträts erreichte de Baen schon bald seinen künstlerischen Durchbruch. Im Jahr 1675 fungierte er als Taxator der künstlerischen Hinterlassenschaft der Prinzessin-Witwe Amalia. Der Große Kurfürst Friedrich Wilhelm, für den er 1675 ein Porträt seiner Gattin, der Kurfürstin Dorothea von Holstein-Glücksburg, anfertigte ernannte de Bean am 23. Juli 1676 zu seinem Hofmaler und versuchte ihn dadurch nach Berlin zu holen.
Seit 1666 an war er mehrmals Vorsteher (niederländisch Hoofdman) und 1671, 1672 und 1676 Dekan des Malerbundes Pictura. 1668 wurde er von dem Maler Jacob van der Does als einer der besten Porträtisten bezeichnet und mit Jan Mytens und Adriaen Hanneman auf eine Stufe gestellt. Doch dieser Erfolg brachte ihm auch großen Neid ein. Zweimal wurde er Ziel eines Attentats, wobei er einen Finger einbüßte. Im Jahr 1694 war er Kapitän der Schützenkompagnie Oranje-vendel in Den Haag. Er lebte im Noordeinde. Er verfügte über gute Einkünfte, musste jedoch von seinem Geld außer seinen vier eigenen Kindern drei seiner Schwestern und fünf seiner Schwägerinnen versorgen. Er wurde am 8. März 1702 begraben.
De Baen hatte mindestens einen Sohn, Jacobus de Baen (* März 1673; † nach 1700), der auch sein Schüler war und 1693 mit König Wilhelm nach England ging und dort Porträtmaler wurde. Auch sein Neffe Jan van Sweel und sein Schwiegersohn D. Vincentius gehörten zu seinen Lehrlingen.

## Werke (Auswahl)
Bei seinen größeren Werken ließ er teilweise die Hintergründe von Barend Appelman (Bartholomeus Appelman) ausmalen und die Kleidung vollendete Johannes Vollevens.

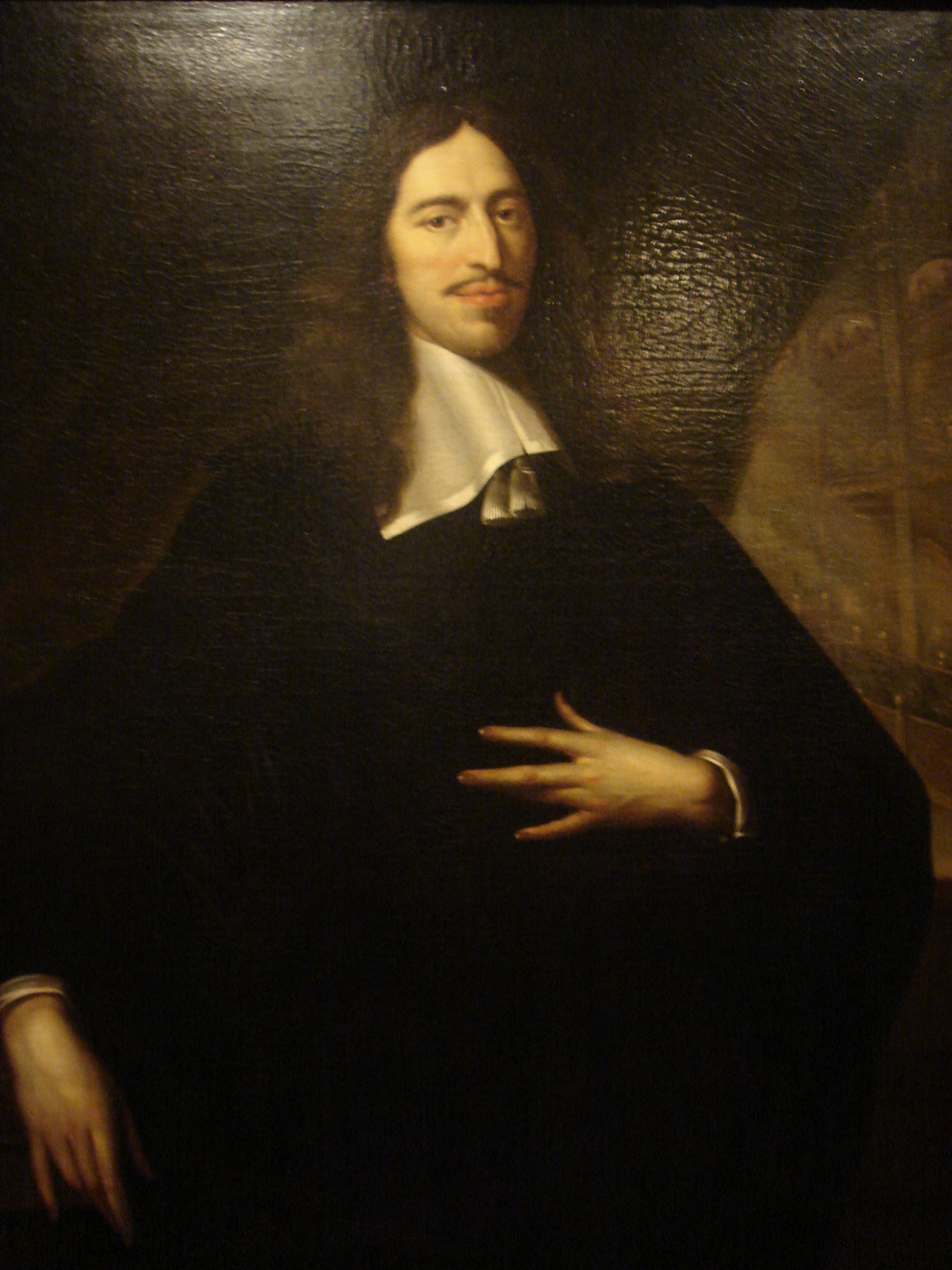
Johan de Witt (Den Haag)
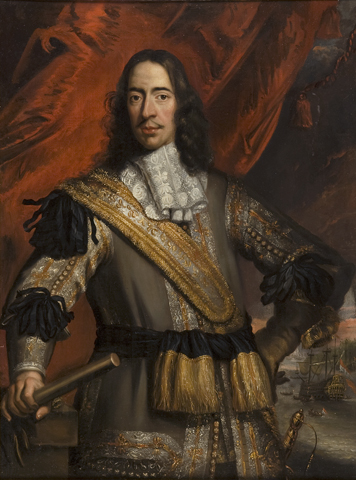
Cornelis de Witt (Den Haag)
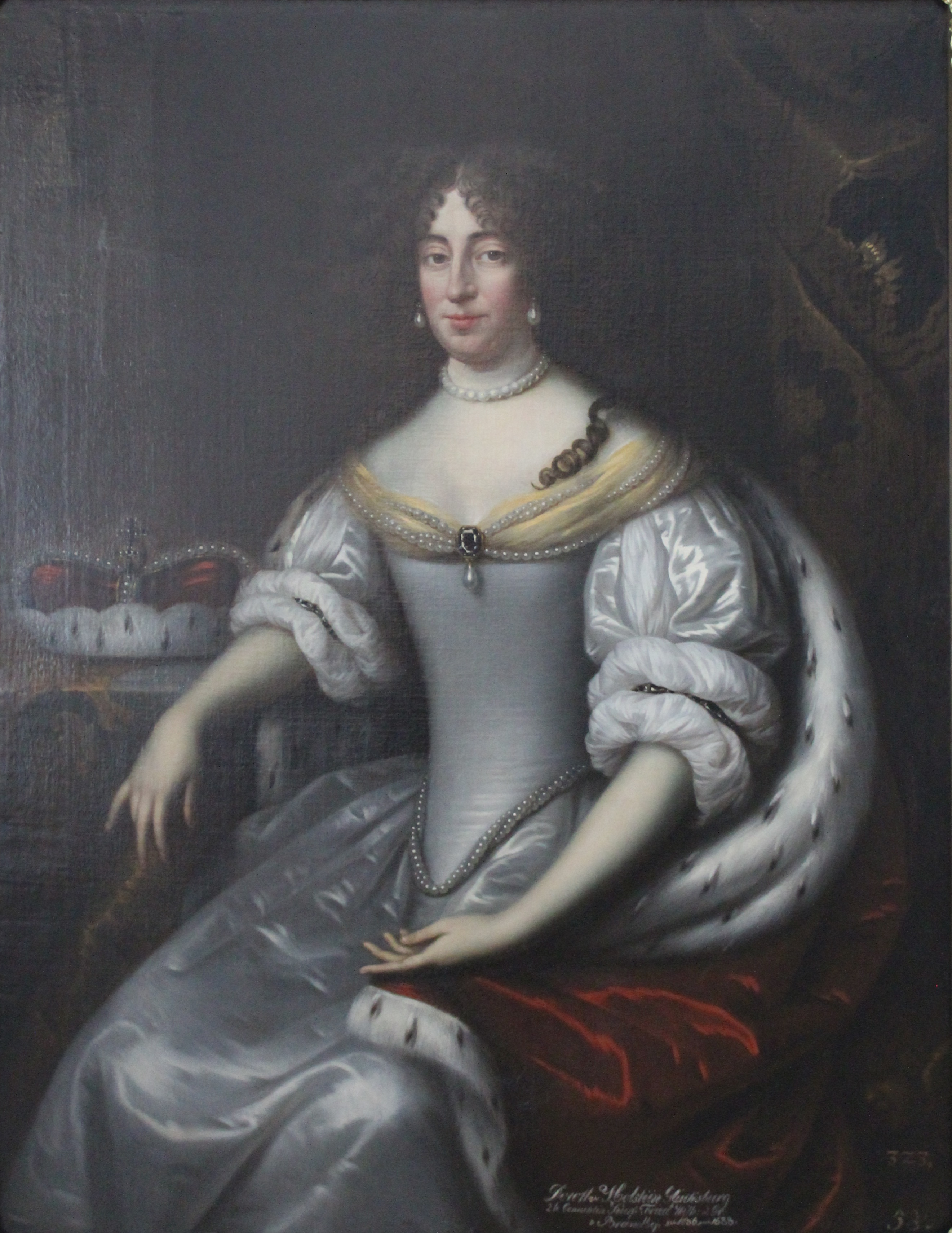
Kurfürstin Dorothea Sophie (Schloss Caputh)
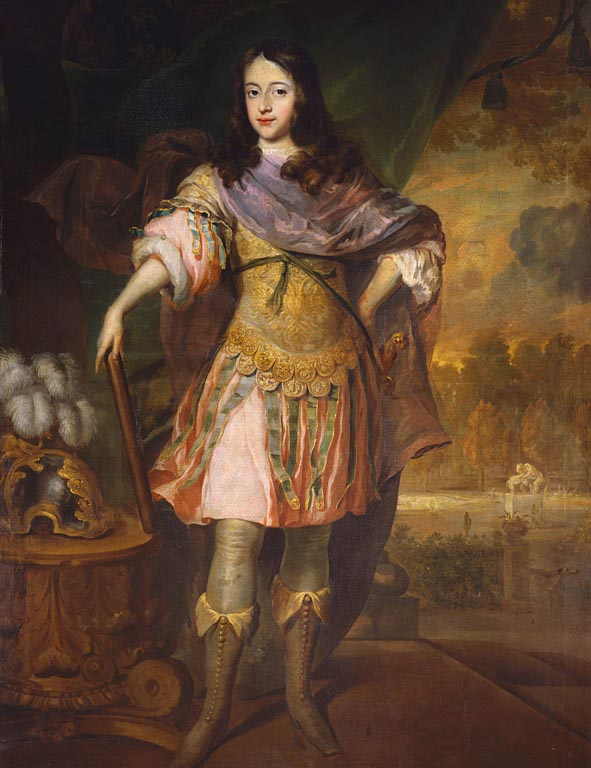
Willem III von Oranje-Nassau (Den Haag)